# Kuchnia włoska

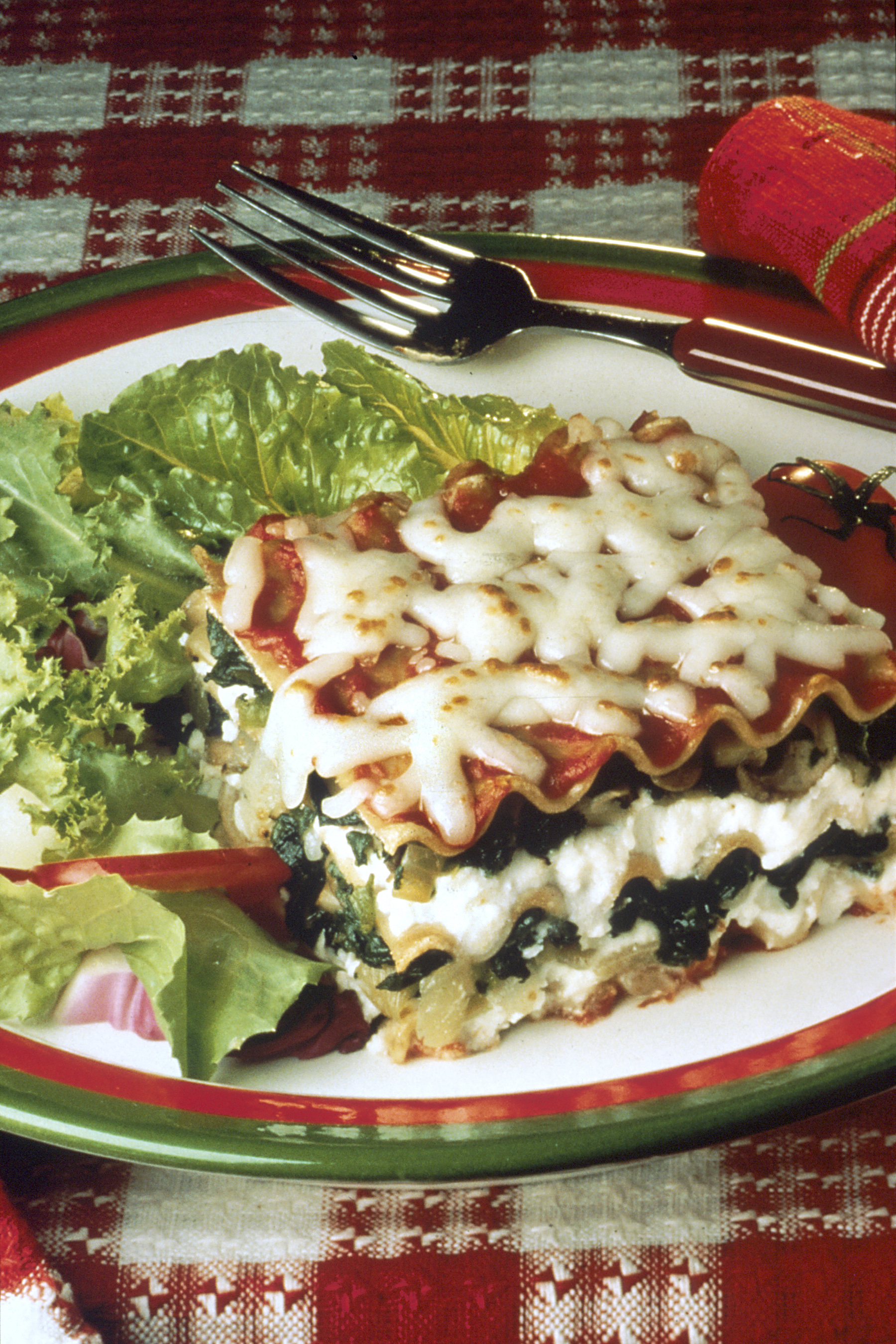
Lasagne

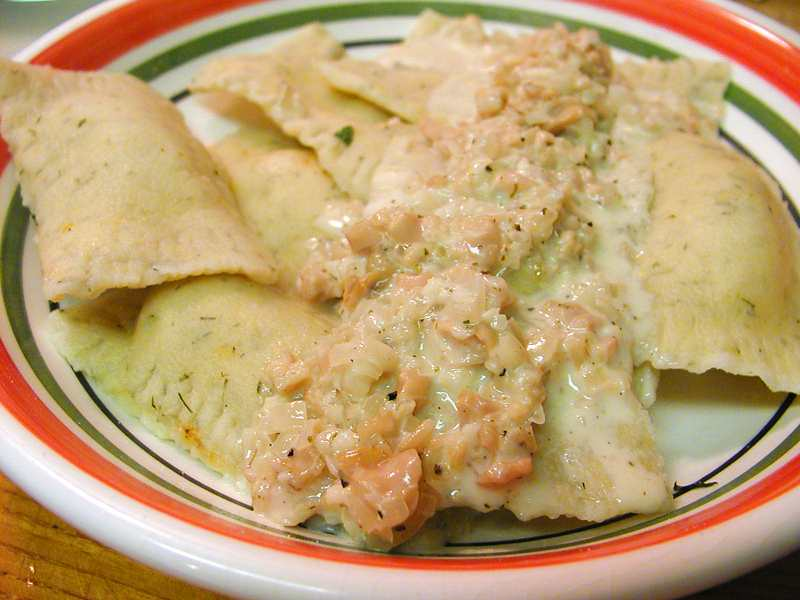
Ravioli

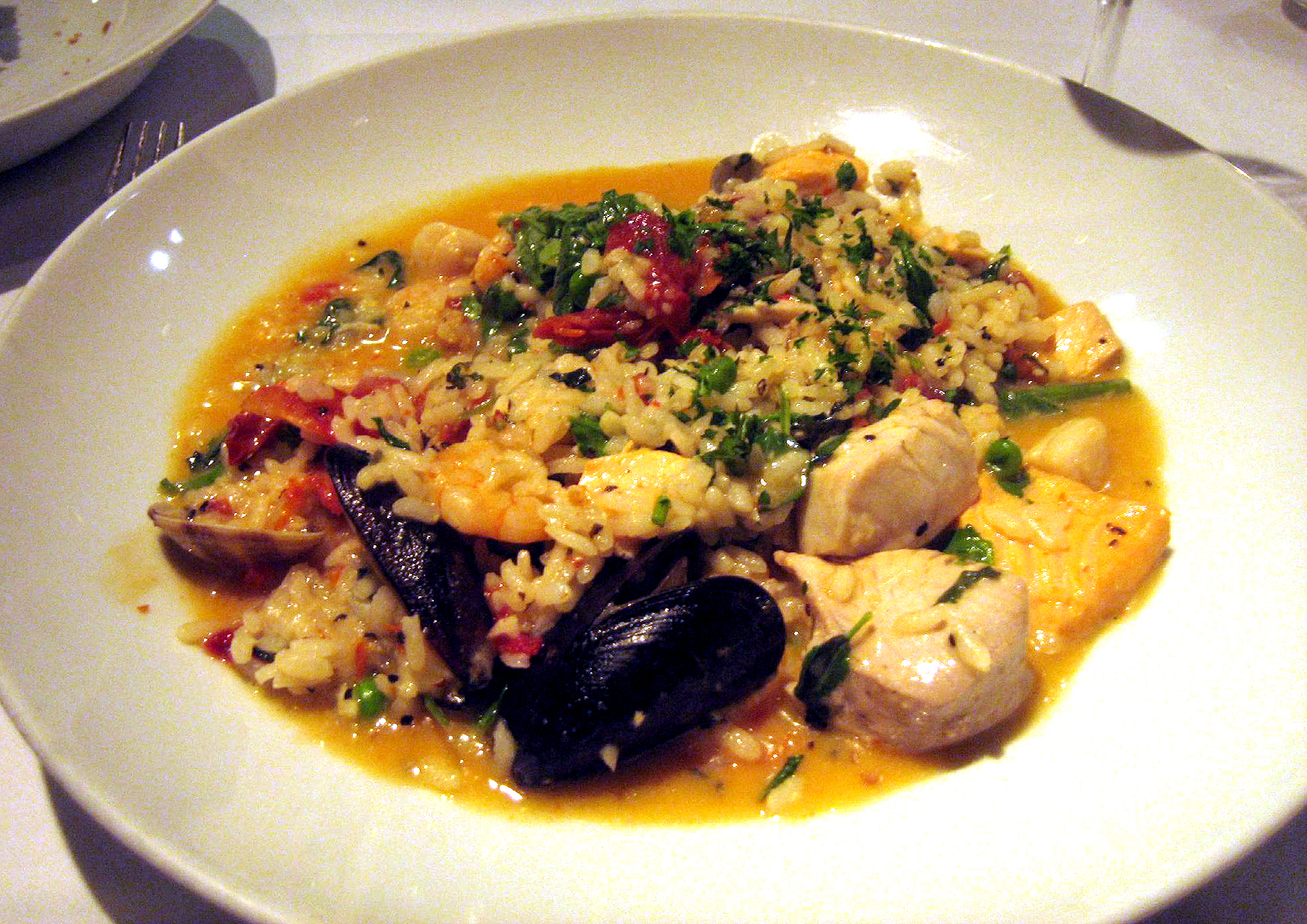
Risotto

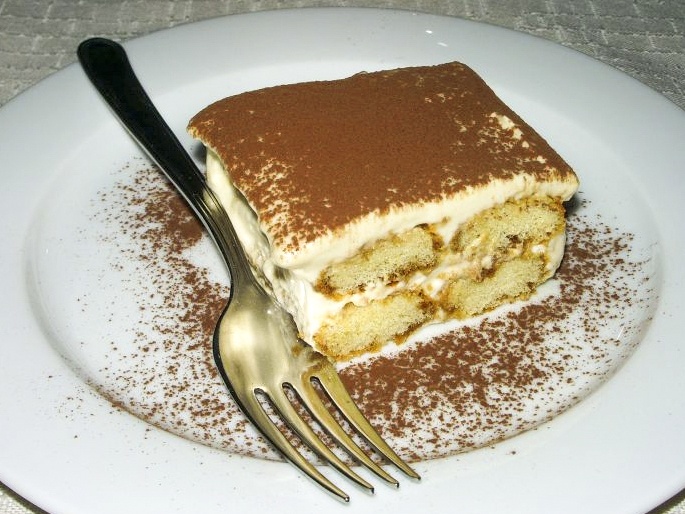
Tiramisu

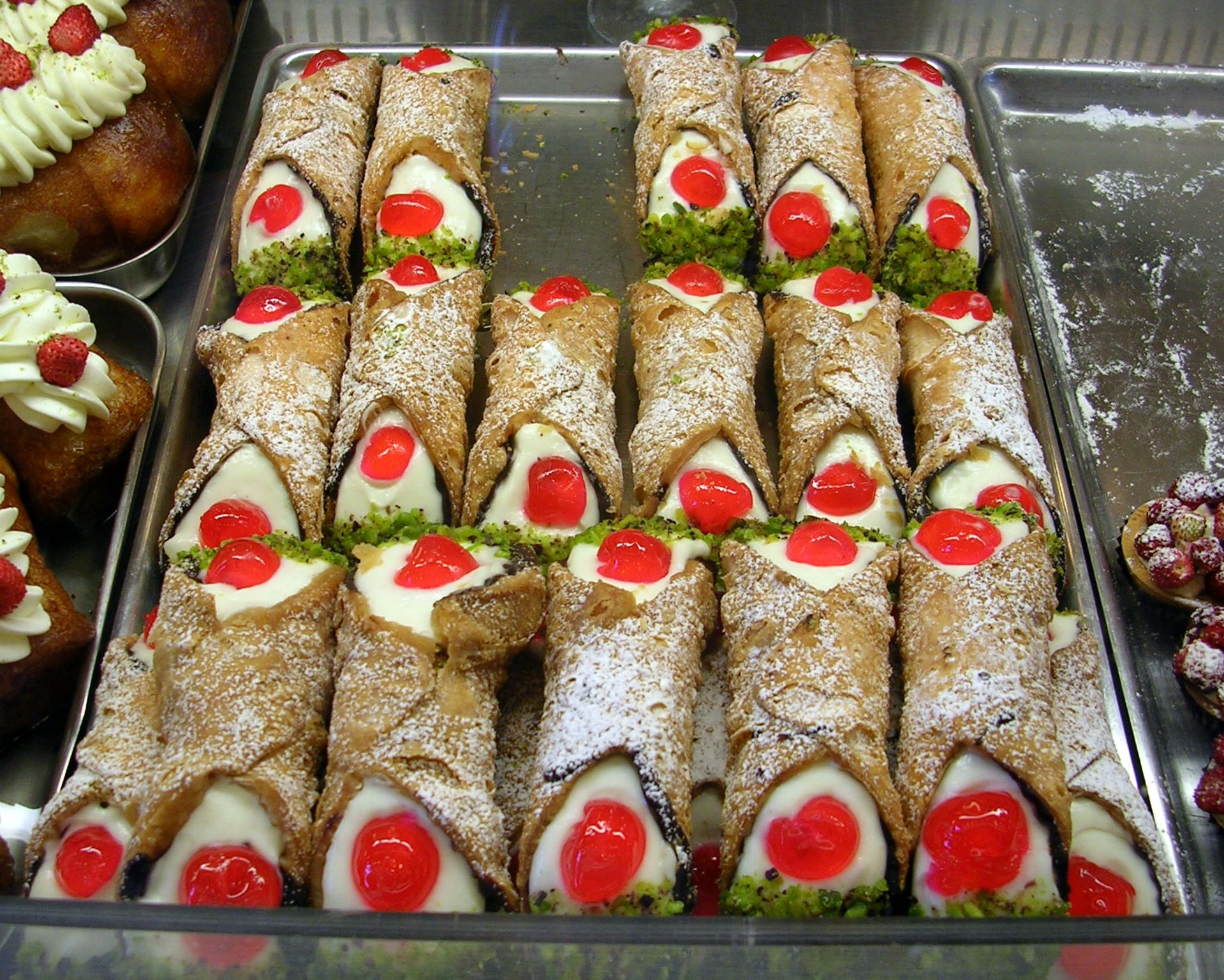
Cannoli sycylijskie

Kuchnia włoska – jedna z dwóch najbardziej popularnych kuchni europejskich obok kuchni francuskiej.
Kuchnia włoska charakteryzuje się korzystaniem z dużej ilości warzyw i przypraw takich jak oregano, bazylia, pieprz, estragon, tymianek, rozmaryn, a także używaniem parmezanu. W kuchni tej dość powszechnie stosuje się też oliwę, pomidory oraz cebulę i czosnek, a także oliwki. Kuchnia włoska wyspecjalizowała się szczególnie w potrawach mącznych oraz w rybnych i owocach morza. Charakterystyczną cechą kuchni włoskiej jest przygotowywanie dań świeżych ze składników dostępnych w okolicy, o danej porze roku. Włosi pod względem zasad kulinarnych są bardzo przywiązani do swojej tradycji. W kuchni włoskiej nie ma miejsca na ustępstwa pod względem jakości składników lub dodatków. Pewną tradycją jest także stała w całych Włoszech pora spożywania poszczególnych posiłków w ciągu dnia.
Kuchnia włoska jest bardzo różnorodna. Na północy je się ryż i polentę, częściej stosuje się masło, na południu przeważają niezliczone gatunki makaronów i oliwa. Każdy z 20 regionów oraz wiele miast mają swoje kulinarne specjały. Emilia-Romania to ojczyzna faszerowanych pierożków, Sycylia i Siena słyną z deserów, rejon Dolina Aosty z fondue, Florencja szczyci się befsztykiem i wieloma innymi daniami mięsnymi, Turyn kurczakami, Bolonia sosem mięsnym (bolognese), a Neapol – tradycyjną pizzą.
Wiele potraw takich jak spaghetti, pizza i risotto stało się bardzo popularne najpierw w USA, a potem razem z „eksportem” kultury amerykańskiej w większości państw przemysłowych, od Korei po Argentynę.
Tradycyjny posiłek włoski składa się z antipasto (przystawka), primo piatto (zazwyczaj pasta lub inne danie mączne, zupa); secondo piatto: główne danie to ryby, mięso albo drób wzbogacone sałatką. Taki posiłek zakończony jest deserem, np. panna cotta lub tiramisu.

## Historia
Kuchnia
włoska rozwijała się na przestrzeni wieków, sięgając swoich początków czasów starożytnych. Chociaż Włochy jako państwo
zjednoczyły się dopiero w XIX wieku to kuchnia tego kraju ma swoje korzenie już
w IV wieku p.n.e. Powstała dzięki historycznym
wpływom kulturowym sąsiednich regionów, licznych narodów, które w przeszłości
zamieszkiwały teren Włoch oraz nowo odkrytych terenów (kraje Nowego Świata).
W epoce renesansu we Włoszech umiejętność przygotowywania różnych potraw została podniesiona do rangi sztuki. Bartolomeo Platina (właśc. Bartolomeo Sacchi), włoski pisarz i bibliotekarz w Bibliotece Watykańskiej, stworzył pierwszą wydrukowaną książkę kucharską „De honesta voluptate et valetudine”. Zawarte w niej przepisy są autorstwa Martina da Como. Po raz pierwszy dzieło ukazało się w Rzymie. Florenccy kupcy natomiast przeznaczali ogromne pieniądze na zakładanie szkół sztuki kulinarnej.
Dziś kuchnia włoska popularna jest na całym świecie, a tradycyjne włoskie potrawy wchodzą powoli w kulturę innych państw.

## Regiony kulinarne Włoch
Dzięki dużemu zróżnicowaniu klimatycznemu i geograficznemu, Włochy oferują szerokie spektrum produktów i potraw. Z północy pochodzą słynne sery z mleka krowiego, zaś z południa sery owcze. Na północy Włoch można zjeść risotto, natomiast południe słynie z przygotowywanej na tysiąc sposobów pasty.
We Włoszech wyróżnia się 20 regionów kulinarnych, które mają dodatkowo swoje specjalności. We Florencji koniecznie trzeba skosztować befsztyka, w Turynie kurczaka, w Bolonii sosu mięsnego (bolognese), w Neapolu tradycyjną pizzę margheritę, w rejonie Valle d’Aosta fondue, na Sycylii i w Sienie specjalne desery, a w Emilia-Romania faszerowane pierożki. Można też zauważyć pewną zależność – im bardziej na południe Włoch, tym częściej spotkamy się z daniami przygotowanymi z owoców morza oraz oliwy. Natomiast na północy kraju częściej zjemy dania mięsne, pizzę, zapiekanki, makarony i sery.

## Niektóre popularne potrawy
Kuchnia włoska swą popularność zawdzięcza głównie szybkości i prostocie przyrządzania potraw. Jest ona jedną z najbardziej popularnych kuchni europejskich, znaną na całym świecie. Włosi podobnie jak Francuzi, czynią z jedzenia wielką sztukę, która polega bardziej na łatwości wykonania potrawy i doborze składników, niż na wyrafinowanych technikach przyrządzania.
- spaghetti
- cannelloni
- pizza
- lasagne
- tortellini
- ravioli
- risotto
- zupa minestrone
- polenta
- bruschetta
- focaccia
- piada (piadina)
- gnocchi
- caponata
- saltimbocca alla romana

## Niektóredesery
- lody
- panna cotta
- tiramisu
- panettone
- pandoro
- cannolo
- granita
- zabaglione
- spremuta

## Niektóresery
Słynnym włoskim serem jest, znany powszechnie jako parmezan, Parmigiano-Reggiano, który powstaje z mleka krów wypasanych na łąkach Niziny Padańskiej lub karmionych lucerną. Staranny i długotrwały proces wytwarzania, włączając 25-dniowe moczenie w soli, suszenie na słońcu oraz późniejsze dojrzewanie, czyni go wyjątkowym i trudnym do podrobienia. Innym twardym serem, który w południowych Włoszech zastępuje parmezan, jest wytwarzany z mleka owczego pecorino. Do popularnych włoskich wyrobów mleczarskich należy również zielony miękki ser pleśniowy gorgonzola oraz mozzarella – niedojrzewający ser z mleka bawolic, dodawany do pizzy, sałatek i zapiekanek.
Lista wybranych włoskich serów:
- parmezan,
- mozzarella,
- gorgonzola,
- mascarpone,
- ricotta,
- pecorino,
- grana padano,
- provolone,
- casu marzu.

## Niektórewina
We Włoszech występuje bardzo duże zróżnicowanie warunków uprawy winorośli.
Winogrona zbiera się zarówno z alpejskich stoków, jak i na sąsiadujących z Afryką wybrzeżach Sycylii. Najwyższej jakości wina powstają na północy, głównie w Piemoncie i Toskanii, skąd pochodzi rozsławione włoskie wino – chianti. W XVII wieku narodził się prototyp wina prosecco, choć wtedy jeszcze nie było ono musujące. Od XIX stulecia znane jest wykwintne czerwone wino Barolo, a zaledwie od XX – obecne carpaccio.
- marsala
- chianti
- frascati

## Owoce morza
Włochy słyną z proporcjonalnie najdłuższej linii brzegowej, a otaczające je wody uchodzą za bardzo płodne i obfitujące w różne gatunki morskiej fauny. Dlatego też Włosi są wyszkoleni w przygotowywaniu potraw z owoców morza. Na włoskich targach możemy znaleźć trąbiki, małże i morskie ślimaki, wśród włoskich specjałów znajdują się również homary, langusty, kalmary czy gambasy.

## Trufle
Do cennych włoskich przysmaków należą trufle: białe i czarne. Te pierwsze żyją w symbiozie z korzeniami dębów rosnących w Piemoncie i w październikowym etapie dojrzewania wydzielają bardzo silny aromat, ułatwiający pracę zbieraczom i ich psom. We włoskich kuchniach trufle białe dodaje się surowe do gotowego już risotta, lub makaronu tagliatelle. Gotuje się wyłącznie czarne trufle występujące w Umbrii, które dopiero wówczas rozwijają
swój pełny aromat.